# 綾城実優
綾城 実優（あやしろ みゆう、2月4日 - ）は、日本の女性声優。千葉県出身。リマックス所属。旧芸名は福山 実優（ふくやま みゆう）。

## 略歴
詳細時期不明、ヒラタオフィス新人部フラッシュアップ元所属。
フラッシュアップ退所後、フリーとして活動。
2020年2月ごろから2021年11月ごろまで、めう名義としてアプリゲーム「ロストディケイド」内のラジオ、「メサイア冒険者協会放送局」に放送局員として出演をしていた。
2022年4月1日、リマックスに預かりとして所属。
2023年9月28日、AKIBAカルチャーズ劇場がプロデュースする「声優アイドル」総合プロジェクトの「ツボミシンフォニー」およびツボミシンフォニー内のユニット「エモワール;ど」に所属。

## 人物
趣味は歌舞伎・ミュージカル鑑賞、織田信長、神社巡り。特技は歌唱、着付け。
資格としてフラッシュ暗算検定2級を所持している。

## 出演

### テレビアニメ
- ワンルーム、日当たり普通、天使つき。（2024年、少女A）

### ゲーム
- ロストディケイド（2020年、クラメ）

### 吹き替え
- レゴフレンズ ハートレイク ストーリー（2022年）[7]

### ラジオ
- ロストディケイド メサイア冒険者協会放送局

### 舞台
- APPLAUSE MUSICAL 郡司行雄プロデュース公演Vol.138 舞台「アリス～不思議の国の物語」（2019年12月24日 - 12月25日、野方区民ホール） ねずみ 役[8]
- 剣舞アリス 百花繚乱〜Break a leg!（2020年3月11日 - 3月15日、新宿村LIVE） - 明里 役
- フレッシュ企画「即興コントステージ」（2022年3月20日、四谷三丁目ドリームシアター）[9]
- ステージパラノーマル第5回本公演「パパ検定〜世界一かんたんな問題〜」[3][注釈 1]
- ぱすてるからっとproduce 舞台「西園寺家の儀典」（2022年12月7日 - 12月11日、シアターグリーン BIG TREE THEATER） - ガレット 役[11][12]
- ぱすてるからっとproduce 舞台「時計塔のレイラ」（2023年4月26日 - 4月30日、CBGKシブゲキ!!） - 墨田 役[13][14]
- 戌吸い企画「彩る色は色々に」（2023年6月10日 - 6月11日、中板橋新生館スタジオ） - ミドリ 役[15][16]
- ぱすてるからっとproduce 舞台「悪役令嬢イミテーション」(2024年4月25日 - 4月29日、CBGKシブゲキ!!）[17]